# Le Trésor des Caraïbes
Le Trésor des Caraïbes (Caribbean) est un film américain réalisé par Edward Ludwig, sorti en 1952.

## Fiche technique
Sauf indication contraire, les informations mentionnées dans cette section peuvent être confirmées par la base de données cinématographiques IMDb,  présente dans la section « Liens externes ».
- Titre : Le Trésor des Caraïbes
- Titre original : Caribbean
- Réalisation : Edward Ludwig
- Scénario : Frank L. Moss et Edward Ludwig, adapté du roman Carib Gold de Ellery H. Clark
- Direction artistique : A. Earl Hedrick (en) et Hal Pereira
- Musique : Lucien Cailliet
- Photographie : Lionel Lindon
- Montage : Howard A. Smith
- Production : William H. Pine et William C. Thomas
- Société de production : Pine-Thomas Productions
- Distribution :  États-Unis : Paramount Pictures
- Pays de production :  États-Unis
- Format : Couleur (Technicolor) - Son : Monophonique (Western Electric Recording) - 1,37:1 - Format 35 mm
- Genre : film d'action, film d'aventure
- Durée : 97 minutes
- Dates de sortie :
  - États-Unis : septembre 1952
  - France : 8 janvier 1954

## Distribution
| - John Payne (V.F : Raymond Loyer) : Dick Lindsay - Arlene Dahl (V.F : Jacqueline Porel) : Christine Barclay McAllister - Sir Cedric Hardwicke : Capitaine Francis Barclay - Francis L. Sullivan : Andrew MacAllister - Willard Parker (V.F : Marc Valbel) : Shively, le chef de MacAllister - Dennis Hoey (V.F : Robert Dalban) : Burford, Lieutenant de Barclay - Clarence Muse : Quashy - William Pullen : Robert MacAllister, le neveu d'Andrew MacAllister | - Walter Reed : Evans, le chef de MacAllister - Ramsay Hill (V.F : Michel Gudin) : Townsend - John Hart (V.F : Roger Rudel) : Stuart - Zora Donahoo : Elizabeth, Head Maid - Woody Strode : Esau, garde de MacAllister - Ezeret Anderson : Cudjo - Kermit Pruitt : Quarino Acteurs non crédités : - Richard Hale : Le médecin du navire - Diana Sands : Une indigène |